# Torups landskommun
Torups landskommun var en tidigare kommun i  Hallands län.

## Administrativ historik
När 1862 års kommunalförordningar började gälla inrättades över hela landet cirka 2 400 landskommuner, de flesta bestående av en socken. Därutöver fanns 89 städer och 8 köpingar, som då blev egna kommuner. Denna kommun bildades då i Torups socken i Halmstads härad i Halland.
Vid kommunreformen 1952 bildade Torup storkommun genom sammanläggning med de tidigare kommunerna Drängsered och Kinnared.
Den 1 januari 1953 överfördes till Torups landskommun två områden från Hylte landskommun i Jönköpings län. Det första hade 289 invånare och omfattade en areal av 5,36 km², varav 5,21 land, och överfördes från Långaryds församling i Hylte landskommun. Det andra hade 164 invånare och omfattade en areal av 2,60 km², varav 2,46 land, och överfördes från Färgaryds församling i Hylte landskommun.
År 1974 gick hela området upp i Hylte kommun.
Kommunkoden 1952-1973 var 1315.

### Kyrklig tillhörighet
I kyrkligt hänseende tillhörde kommunen Torups församling. Den 1 januari 1952 tillkom Drängsereds och Kinnareds församlingar.

## Geografi
Torups landskommun omfattade den 1 januari 1952 en areal av 366,98 km², varav 352,19 km² land.

### Tätorter i kommunen 1960
| Tätort   | Folkmängd |
| -------- | --------- |
| Rydöbruk | 678       |
| Torup    | 546       |
| Kinnared | 273       |

Tätortsgraden i kommunen var den 1 november 1960 35,7 procent.

## Politik

### Mandatfördelning i valen 1938-1970
| 10 | 8 |  | 6 |

| 25 |

| 10 | 8 | 7 |

| 25 |

| 10 | 9 | 6 |

| 24 |

| 12 | 14 | 3 | 6 |

| 34 |

| 14 | 11 | 3 | 7 |

| 34 |

| 14 | 12 | 2 | 7 |

| 32 |

| 15 | 12 | 3 | 5 |

| 30 | 5 |

| 14 | 12 | 4 | 5 |

| 30 | 5 |

| 14 | 13 | 4 | 4 |

| 30 | 5 |